# DNAzyme

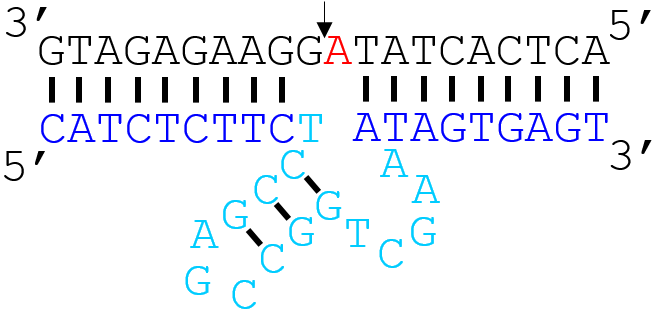
Structure secondaire proposée de la DNAzyme sélective 17E Pb2+ sous la forme trans (deux brins).

Les DNAzymes, ou DNA enzyme ou déoxyribozyme, sont de courtes chaines d'ADN monobrins, synthétisées in vitro et utilisées en tant qu'outils de recherche ou en tant que futurs médicaments.

## Historique
Ils ont été développés au milieu des années 1990. Ils sont utilisés en recherche in vitro ou sur des modèles animaux. La première étude montrant un effet thérapeutique chez l'être humain a été publiée en 2013 pour la prise en charge de certains cancers de la peau.

## Structure et mode d'action
Les DNAzymes se fixent par appariement de bases sur un brin d'ARN. Ils comprennent trois parties, une centrale, avec activité catalytique permettant le clivage de l'ARN, et deux périphériques, destinées à reconnaître l'ARN cible.